# Campeonato Mundial de Ciclismo em Estrada de 2018
O LXXXV Campeonato Mundial de Ciclismo em Estrada celebrou-se em Innsbruck (Áustria) entre 23 e 30 de setembro de 2018, baixo a organização da União Ciclista Internacional (UCI) e a União Ciclista da Áustria.
O campeonato constou de corridas nas especialidades de contrarrelógio e de estrada, nas divisões elite masculino, elite feminino, júnior masculino, júnior feminino e masculino sub-23; as provas de contrarrelógio elite disputaram-se individualmente e por equipas. Ao todo outorgaram-se doze títulos de campeão mundial.
Leste foi o último Campeonato Mundial de Ciclismo em que se celebrou a prova de contrarrelógio por equipas, depois de muitos anos de polémica.

## Programa
O programa de competições é o seguinte:
align="center"|
| Dia                        | Evento                               | Trajeto                                                                           | Distância (km) | Ganhador                                |
| -------------------------- | ------------------------------------ | --------------------------------------------------------------------------------- | -------------- | --------------------------------------- |
| Contrarrelógio por equipas |                                      |                                                                                   |                |                                         |
| 23 de setembro             | Contrarrelógio por equipas feminina  | Ötztal–Innsbruck                                                                  | 53,8           | Canyon-SRAM · ( Alemanha)               |
| 23 de setembro             | Contrarrelógio por equipas masculina | Ötztal–Innsbruck                                                                  | 62,1           | Quick-Step Floors · ( Bélgica)          |
| Contrarrelógio individual  |                                      |                                                                                   |                |                                         |
| 24 de setembro             | Contrarrelógio feminina junior       | Wattens–Innsbruck                                                                 | 20,0           | Rozemarijn Ammerlaan · ( Países Baixos) |
| 24 de setembro             | Contrarrelógio masculina sub-23      | Wattens–Innsbruck                                                                 | 28,5           | Mikkel Bjerg · ( Dinamarca)             |
| 25 de setembro             | Contrarrelógio masculina junior      | Wattens–Innsbruck                                                                 | 27,8           | Remco Evenepoel · ( Bélgica)            |
| 25 de setembro             | Contrarrelógio feminina              | Wattens–Innsbruck                                                                 | 28,5           | Annemiek van Vleuten · ( Países Baixos) |
| 26 de setembro             | Contrarrelógio masculina             | Rattenberg–Innsbruck                                                              | 52,5           | Rohan Dennis · ( Austrália)             |
| Estrada individual         |                                      |                                                                                   |                |                                         |
| 27 de setembro             | Estrada feminina junior              | Rattenberg–Innsbruck (47,9 km + 1 voltas circuito 23,8 km)                        | 71,7           | Laura Stigger · ( Áustria)              |
| 27 de setembro             | Estrada masculina junior             | Kufstein–Innsbruck (84,8 km + 2 voltas circuito 23,8 km)                          | 132,4          | Remco Evenepoel · ( Bélgica)            |
| 28 de setembro             | Estrada masculina sub-23             | Kufstein–Innsbruck (84,8 km + 4 voltas circuito 23,8 km)                          | 186,2          | Marc Hirschi · ( Suíça )                |
| 29 de setembro             | Estrada feminina                     | Kufstein–Innsbruck (84,8 km + 3 voltas circuito 23,8 km)                          | 162,3          | Anna van der Breggen · ( Países Baixos) |
| 30 de setembro             | Estrada masculina                    | Kufstein–Innsbruck (84,8 km + 6 voltas circuito 23,8 km + 1 volta circuito 31 km) | 265,0          | Alejandro Valverde · ( Espanha)         |

## Resultados

### Masculino
- Contrarrelógio individual

| Posto  | Ciclista           | País          | Tempo      |
| ------ | ------------------ | ------------- | ---------- |
| Ouro   | Rohan Dennis       | Austrália     | 1:03:02,57 |
| Prata  | Tom Dumoulin       | Países Baixos | 1:04:23,66 |
| Bronze | Victor Campenaerts | Bélgica       | 1:04:24,19 |

- Contrarrelógio por equipas

| Posto  | Ciclistas | Equipa                         | Tempo      |
| ------ | --- | ------------------------------ | ---------- |
| Ouro   | Kasper Asgreen ( Dinamarca) · Laurens De Plus ( Bélgica) · Bob Jungels ( Luxemburgo) · Yves Lampaert ( Bélgica) · Maximilian Schachmann ( Alemanha) · Niki Terpstra ( Países Baixos)            | Quick-Step Floors · ( Bélgica) | 1:07:25,94 |
| Prata  | Tom Dumoulin ( Países Baixos) · Chad Haga ( Estados Unidos) · Wilco Kelderman ( Países Baixos) · Søren Kragh Andersen ( Dinamarca) · Michael Matthews ( Austrália) · Sam Oomen ( Países Baixos) | Sunweb · ( Alemanha)           | 1:07:44,40 |
| Bronze | Patrick Bevin ( Nova Zelândia) · Damiano Caruso ( Itália) · Rohan Dennis ( Austrália) · Stefan Küng ( Suíça ) · Greg Van Avermaet ( Bélgica) · Tejay van Garderen ( Estados Unidos)             | BMC Racing · ( Estados Unidos) | 1:07:45,49 |

- Estrada

| Posto  | Ciclista           | País    | Tempo   |
| ------ | ------------------ | ------- | ------- |
| Ouro   | Alejandro Valverde | Espanha | 6:46:41 |
| Prata  | Romain Bardet      | França  | 6:46.41 |
| Bronze | Michael Woods      | Canadá  | 6:46.41 |

### Feminino
- Contrarrelógio individual

| Posto  | Ciclista             | País          | Tempo    |
| ------ | -------------------- | ------------- | -------- |
| Ouro   | Annemiek van Vleuten | Países Baixos | 34:25,36 |
| Prata  | Anna van der Breggen | Países Baixos | 34:54,35 |
| Bronze | Ellen van Dijk       | Países Baixos | 35:50,55 |

- Contrarrelógio por equipas

| Posto  | Ciclistas | Equipa                           | Tempo      |
| ------ | --- | -------------------------------- | ---------- |
| Ouro   | Hannah Barnes ( Reino Unido) · Elena Cecchini ( Itália) · Alice Barnes ( Reino Unido) · Trixi Worrack ( Alemanha) · Lisa Klein ( Alemanha) · Alena Amialiusik ( Bielorrússia)                         | Canyon-SRAM · ( Alemanha)        | 1:01:46,60 |
| Prata  | Christine Majerus ( Luxemburgo) · Amalie Dideriksen ( Dinamarca) · Amy Pieters ( Países Baixos) · Karol-Ann Canuel ( Canadá) · Anna van der Breggen ( Países Baixos) · Chantal Blaak ( Países Baixos) | Boels Dolmans · ( Países Baixos) | 1:02:08,50 |
| Bronze | Liane Lippert ( Alemanha) · Pernille Mathiesen ( Dinamarca) · Coryn Rivera ( Estados Unidos) · Ellen van Dijk ( Países Baixos) · Lucinda Brand ( Países Baixos) · Leah Kirchmann ( Canadá)            | Sunweb · ( Países Baixos)        | 1:02:15,27 |

- Estrada

| Posto  | Ciclista             | País          | Tempo   |
| ------ | -------------------- | ------------- | ------- |
| Ouro   | Anna van der Breggen | Países Baixos | 4:11:04 |
| Prata  | Amanda Spratt        | Austrália     | 4:14:46 |
| Bronze | Tatiana Guderzo      | Itália        | 4:16:30 |

### Sub-23
- Contrarrelógio individual

| Posto  | Ciclista                    | País      | Tempo    |
| ------ | --------------------------- | --------- | -------- |
| Ouro   | Mikkel Bjerg                | Dinamarca | 32:31,05 |
| Prata  | Brent Van Moer              | Bélgica   | 33:04,52 |
| Bronze | Mathias Norsgaard Jørgensen | Dinamarca | 33:09,35 |

- Estrada

| Posto  | Ciclista        | País      | Tempo   |
| ------ | --------------- | --------- | ------- |
| Ouro   | Marc Hirschi    | Suíça     | 4:24:05 |
| Prata  | Bjorg Lambrecht | Bélgica   | 4:24:20 |
| Bronze | Jaakko Hänninen | Finlândia | 4:24:20 |

## Medalheiro
- Provas elite e sub-23

| Ordem | País           | Medalha de ouro | Medalha de prata | Medalha de bronze | Total |
| ----- | -------------- | --------------- | ---------------- | ----------------- | ----- |
| 1     | Países Baixos  | 2               | 3                | 2                 | 7     |
| 2     | Bélgica        | 1               | 2                | 1                 | 4     |
| 3     | Alemanha       | 1               | 1                | 0                 | 2     |
| 3     | Austrália      | 1               | 1                | 0                 | 2     |
| 5     | Dinamarca      | 1               | 0                | 1                 | 2     |
| 6     | Espanha        | 1               | 0                | 0                 | 1     |
| 6     | Suíça          | 1               | 0                | 0                 | 1     |
| 8     | França         | 0               | 1                | 0                 | 1     |
| 9     | Canadá         | 0               | 0                | 1                 | 1     |
| 9     | Estados Unidos | 0               | 0                | 1                 | 1     |
| 9     | Finlândia      | 0               | 0                | 1                 | 1     |
| 9     | Itália         | 0               | 0                | 1                 | 1     |
|       | TOTAL          | 8               | 8                | 8                 | 24    |